# Giorgio Libri-Bagnano
(Charles White, The Belgic revolution of 1830, Londra, 1835)
Giorgio Libri-Bagnano, in francese Georges Libri-Bagnano o Libry-Bagnano o Libry de Bagnano o Libri de Bagnano, a seconda delle fonti, conte (Firenze, 1780 – Amsterdam, 1º gennaio 1836), è stato un giornalista italiano.
Nobile toscano, infatuato delle idee rivoluzionarie, fu ufficiale dell'esercito del Buonaparte. In esilio in Francia e poi in Belgio, lì diresse il principale giornale schierato a sostegno del governo dei Paesi Bassi. Il suo tentato linciaggio segnò l'inizio della rivoluzione del 1830, che portò all'indipendenza di quel Paese. Morì in esilio nei Paesi Bassi.

## Origini
Nato a Firenze nel 1780 da un'antica famiglia molto conosciuta in Toscana, alla quale aveva fornito uomini di stato molto distinti.
Probabilmente, negli anni della maturità brussellese, lo stesso conte non volle mai essere particolarmente preciso circa le sue origini, come dimostra la vaghezza dei biografi successivi: il preciso luogo di nascita non è mai riportato, taluni lo fanno nascere nella seconda metà dell'ultimo secolo (ndr.: il Settecento). Altri, nell'incertezza, prudentemente si limitano a dirlo figlio di padre fiorentino. Altri, addirittura, lo fanno nascere in Corsica o in Piemonte. Tanto è vero che le uniche informazioni sulla madre (era stata cristiana … una donna virtuosa, le cui lezioni ed esempi avevano lasciato delle felici impressioni nel suo spirito) vennero registrate negli ultimissimi mesi della vita del conte, ormai malato e politicamente emarginato, nell'estremo esilio di Amsterdam.

## Una gioventù da giacobino e bonapartista

### La prima e la seconda campagna d'Italia
Assai giovane, venne profondamente influenzato dagli avvenimenti seguiti alla brillante Campagna d'Italia, che permise a Napoleone di prendere possesso dell'intera Italia centro-settentrionale, fra il 1796 ed il 1797. Sicuramente aderì al movimento cosiddetto 'giacobino', sedotto dalle idee che dominavano allora.
Incerto è però il suo ruolo: le biografie di metà Ottocento lo definiscono uno dei loro più calorosi partigiani, uno dei più caldi partigiani dei Francesi al loro arrivo in Italia e ricordando che combatté nei loro ranghi e comandò anche con distinzione o, addirittura, combatté per loro alla testa di truppe arruolate a sue spese, ricevette molte ferite ed acquistò la reputazione di buon ufficiale, levò a sue spese diversi reggimenti che comandò lui stesso con distinzione. Nei fatti, pur nell'eccezionalità delle circostanze, occorre fare la tara della giovane età del Libri-Bagnano e della sua origine aristocratica. Dalché sembrerebbe più realistica, la notizia che lo dà giovane 'aspirante rivoluzionario': nel 1798 voleva raggiungere l'Egitto, ma venne incarcerato all'Elba, probabilmente in occasione della ripresa anti-francese seguita all'invasione austro-russa del 1798, nel quadro della campagna della seconda coalizione.

### Passaggio in Francia e primo processo per truffa
Dopodiché Napoleone, tornato dall'Egitto e divenuto primo console, passò le Alpi ed inflisse agli Austriaci la famosa sconfitta di Marengo, il 14 giugno 1800, cui seguirono alcuni mesi tumultuosi che portarono il 16 gennaio 1801 all'armistizio di Treviso ed alla pace di Lunéville, che confermarono le condizioni del precedente trattato di Campoformio.
In questi frangenti, Libri-Bagnano venne liberato e poté raggiungere la Francia. Le ragioni di tale trasferimento, tuttavia, non sono chiare: notizie quali persecuzioni da parte delle autorità austriache, ovvero obbligato a passare in Francia al momento della pace, contrastano con la riaffermazione del dominio francese in Italia e, verosimilmente, confondono le circostanze del 1798 con quelle del 1814. Tanto più che, il 2 gennaio 1803, nasceva il figlio legittimo Guglielmo, dunque il conte doveva trovarsi a Firenze circa tre mesi dopo Campoformio.
In ogni caso, nel 1802 era a Tolosa, privo di incarichi civili o militari. Qui gli venne mossa un'accusa di truffa. Venne istruito un processo ma, non avendo la procedura identificato alcuna prova, il conte venne rilasciato.

### Gli anni del Primo Impero
Probabilmente ebbe un ruolo militare negli anni a seguire, anche se, data la carenza di dettagli, non di primo piano. Le fonti ricordano come abbia servito la Francia con onore in Italia, eppoi si era coperto di ferite. Le sue gambe erano rotte in 20 posti differenti: un dettaglio sul quale la fonte brussellese, pur a lui ostile, difficilmente avrebbe potuto inventare di sana pianta. Due lettere del 1822 risultano firmate général Libri-Bagnano, ma non sussistono (come dovrebbero) altri documenti ad attestare tale grado.
Né si può trascurare che uno dei più noti memorialisti belgi, il Bartels (suo accanito denigratore, tuttavia non male informato), potesse liquidare l'intera faccenda con poche parole: cresciuto nelle fogne della bassa politica imperiale.

### La caduta dell'Impero
Nel 1814 l'Europa assistette al crollo del Primo Impero di Napoleone. In Italia, ove probabilmente si trovava il Libri-Bagnano, gli eventi ebbero un corso singolare: Napoleone, in previsione dell'evacuazione della Germania (di lì a poco segnata alla battaglia di Lipsia), aveva comandato Eugenio di Beauharnais, viceré del Regno d'Italia, e Murat, re di Napoli, a preparare la difesa. Lui stesso si sarebbe occupato della Francia.
I due avevano ordine di concentrarsi tra l'Adige ed il Mincio: l'11 gennaio 1814 Murat tradì, alleandosi con gli Austriaci, mentre Eugenio seppe fermare il feldmaresciallo austriaco Bellegarde, l'8 febbraio 1814, alla battaglia del Mincio. Seguì una complessa serie di avvenimenti: in sintesi la nobiltà milanese si consegnò agli austriaci, stupidamente ingannata da vaghe e false promesse austro-britanniche di indipendenza. Il 23 aprile Eugenio abdicò e si ritirò in Baviera. Cadde, quindi, il Regno italico e gli austro-britannici poterono perfezionare il ritorno delle antiche dinastie regnanti nelle provincie direttamente annesse al Primo Impero, ovvero Piemonte, Liguria, Toscana e Lazio. Nel frattempo, Napoleone era già stato sconfitto da Schwarzenberg e Blücher, i quali, il 31 marzo 1814, avevano occupato Parigi, costringendo, il 6 aprile Napoleone all'abdicazione, alla successiva stipula del Trattato di Fontainebleau, l'11 aprile ed alla partenza per l'Elba.
In questi turbolenti frangenti, Libri-Bagnano si trovava in Italia ufficiale francese e, fiero bonapartista qual era, non cessò di combattere, sino alla fine, per la causa che aveva abbracciato, e ricevette diverse ferite sul campo di battaglia. In particolare, terminata la guerra, egli si sarebbe reso protagonista di un velleitario tentativo di resistenza: addirittura, volle restaurare in Italia un Impero Romano per Napoleone. Le circostanze ci sono note attraverso un volume scritto dallo stesso Libri-Bagnano, alcuni anni più tardi, ma sono stati ritenuti attendibili da storici successivi, quali il Patetta: mentre Vittorio Emanuele I di Savoia rientrava a Torino, il 19 maggio 1814, Libri-Bagnano ed altre 13 persone segretamente redigevano e firmavano un indirizzo a Napoleone, proponendogli di sbarcare in Italia, costituita in "Impero Romano" e divenirne imperatore. Non solo: vennero redatti un "piano di esecuzione" e le 'basi fondamentali della futura costituzione del rinascente impero romano'. Lo stesso Libri-Bagnano portò i documenti a Savona, consegnandoli al Cambronne, che lì doveva imbarcarsi per l'Elba. Come v'era da aspettarsi, il documento non recò alcun esito.

## Il primo esilio: la Francia

### Passaggio in Francia
Ad ogni buon conto l'episodio testimonia la vicinanza del conte agli ambienti delle società segrete repubblicane (ma ormai filo-bonapartiste), del genere dell'Adelfia (dal 1818 Società dei Sublimi Maestri Perfetti) del pisano Filippo Buonarroti. Attorno alla quale veniva germinando la Carboneria.
Comunque, la situazione del conte in Italia era ormai tanto compromessa da attirargli delle persecuzioni da parte delle autorità austriache (e sabaude, verosimilmente), che lo spinsero a trasferirsi in Francia.

### La prima restaurazione ed i Cento Giorni
Sicuramente venne accolto dagli ambienti bonapartisti. Tanto che, quasi subito, il 25 agosto 1814, insieme a complici, venne subito interessato da un'inchiesta giudiziaria, mirata contro degli eventi sediziosi avvenuti a Martres-de-Veyre, una cittadina in Alvernia. Ma venne rilasciato.
Dopodiché accadde l'imprevisto: il 1º marzo 1815 il deposto Imperatore dei Francesi lasciò l'Elba, sbarcò nel golfo di Cannes, venne acclamato dalle unità del generale Ney, inviate da Luigi XVIII ad intercettarlo ed arrestarlo e, il 20 marzo fece il suo ultimo ingresso trionfale a Parigi. Nel frattempo, il Paese fu attraversato da molteplici sollevazioni bonapartiste ed una parte la ebbe anche il Libri-Bagnano, il quale, nel 1815 innalzò il tricolore a Clermont. Venne, quindi, la disfatta di Napoleone a Waterloo, il 18 giugno. Terminarono i Cento Giorni: il 15 luglio lo sconfitto si arrese a bordo della nave inglese HMS Bellerofont e venne instradato verso Sant'Elena.

### Il secondo processo per truffa
Alla fine dei Cento Giorni, dunque, Libri-Bagnano si trovava in una situazione assai complicata: impossibilitato a rientrare nella Toscana tornata agli Asburgo, straniero in una Francia che non amava più gli esuli 'giacobini' e, soprattutto, esposto ad una reazione popolare anti-napoleonica, diffusa nel Midi e ricordata come "Secondo terrore bianco". Ad esso potrebbe, forse, essere collegato un suo viaggio a Nancy, nella più tranquilla Lorena.
Fu in questa condizione di estrema debolezza che venne investito, a cavallo del 1815-1816, da nuove accuse che riprendevano quelle del 1802 ma erano ancora più gravi. Tradotto davanti alla corte d'assise di Lione, il 23 maggio 1816 venne condannato a dieci anni di lavori forzati, alla marchiatura ed alla gogna per falso in effetti di commercio ed in negoziazione di effetti: una pena decisamente infamante che lo avrebbe perseguitato tutta la vita.
Seguì, forse, un secondo processo, tenuto presso la corte prevotale di Riom, il 17 maggio 1817, che lo poté giudicare una seconda volta essendosi [il conte] sottratto all'esecuzione della pena. La condanna venne inasprita, per recidiva in falso.

### Ergastolo, e sua commutazione in esilio
Seguì una petizione, indirizzata al sovrano regnante, Luigi XVIII, e firmata dal Libri-Bagnano e dalla sua famiglia: un dettaglio interessante in quanto è l'ultima volta in cui questa viene nominata. Essa produsse, il 4 giugno 1817, la commutazione della pena dai lavori forzati in prigione perpetua. Dopodiché egli venne imprigionato prima nella vicina Joux, poi nella più lontana Ensisheim, in Alsazia.
Libri-Bagnano non venne, tuttavia, dimenticato: vi furono delle rogatorie in Italia e degli interventi diplomatici in favore del condannato. Ma a dare una svolta alla situazione contribuì, in prima persona, il conte, pubblicando, nel mese di aprile 1825, a Bruxelles un pamphlet intitolato Lettera di un esiliato a Sua Maestà il re di Francia. Complessivamente, essi ebbero una discreta copertura giornalistica, tanto che, ancora nel 1836, l'estensore del suo necrologio poteva definirlo così famoso in Francia per le sue disavventure giudiziarie.
Giunse, infine, la grazia di Luigi XVIII, che convertì l'ergastolo in esilio perpetuo. La data precisa è incerta: taluni la collocano al 10 marzo 1825, altri, addirittura, al 1824: probabilmente essa è successiva alla pubblicazione del pamphlet.

### Contemporanea popolarità dei fatti
Le disavventure giudiziarie del Libri-Bagnano vennero seguite con una certa attenzione in Bruxelles, allora parte del Regno Unito dei Paesi Bassi: una città che godeva di una discreta libertà di stampa, ricca di editori e giornali. In particolare, re Guglielmo I d'Orange-Nassau vi accoglieva tutti i rifugiati francesi, scontenti della restaurazione e gli scontenti. Già nel 1822 quel pubblico lesse un resoconto complessivamente favorevole del processo, ripresa dai giornali dell'epoca: il conte aveva preso lui stesso la parola, per diverse ore, accanto al suo difensore. E questa causa, nella quale erano apparsi i nomi di taluni personaggi famosi in Francia, specie all'epoca degli ultimi avvenimenti, presentò un nuovo interesse nella persona dell'accusato. La sua aria sicura, il suo eloquio, la sua abilità nell'arte dell'ironia, la facilità con la quale trattava dei punti che non erano stati toccati dal suo avvocato, sembravano annunciare un uomo dal talento superiore. Né fu un caso proprio a Bruxelles Libri-Bagnano avesse trovato un editore della sua Lettera di un esiliato a Sua Maestà il re di Francia: il testo che lo salvò dall'ergastolo.

### Successiva omissione dei dettagli rilevanti della vicenda giudiziaria
Tale iniziale atteggiamento venne cancellato alla radice dalla tradizione polemica successiva al 1829: essa, sistematicamente, si limita a sottolineare l'aspetto infamante della condanna, tralasciando ogni circostanze di contorno, specie laddove esse lasciano immaginare un''attenuante bonapartista'. Una scelta che, sicuramente, corrisponde all'opportunità di dipingere il Libri-Bagnano ad una sola dimensione: un reazionario orangista. Come sottolinea uno dei pochi osservatori equilibrati, il britannico White: dopo il ... 1829 … nessuno si preoccupò di verificare le cause o le motivazioni della condanna. Ogni umanità, ogni considerazione per l'uomo, scomparve di fronte all'ostilità di fronte all'editore.

## Il secondo esilio: il Belgio

### A Bruxelles, bonapartista fra molti bonapartisti
Giunse a Bruxelles nel 1825, o nel 1826. Qui ebbe sicuramente a presentarsi nella qualità di fervido bonapartista: si fece passare per una vittima della reazione realista che desolava il midi della Francia. Come, indirettamente, segnalano fonti tarde che lo definiscono, semplicemente, bonapartista, ufficiale superiore al servizio della Francia prima del 1814. Tutte risalgono alla primigenia autopresentazione offerta dallo stesso Libri-Bagnano, esule ramingo e senza messi, in una Bruxelles che ospitava ogni genere di fuoriusciti politici dalla Francia di Luigi XVIII e Carlo X.
Un'autopresentazione che doveva avere molto di vero, tanto che fu in contatto con il De Potter, un noto repubblicano, il quale, per giunta, gli aprì molte porte, mettendolo in contatto con molte persone influenti e gli procurò i mezzi per vivere al riparo dal bisogno. E ancora: De Potter e Libri-Bagnano hanno avuto dei progetti in comune nella stampa agli inizi degli anni venti. Libri si è anche servito di relazioni che il De Potter gli aveva procurato. Circostanze, queste, sicuramente vere, tanto da spingere un agiografo del De Potter ad ammettere che questi  conosceva i precedenti del Libri-Bagnano, nonché a giustificare il gesto con il riguardo al figlio, matematico di prim'ordine. Un argomento visibilmente assai debole, che nasconde l'imbarazzo di non voler presentare il conte per quello che, nel 1825, effettivamente era: un esule bonapartista, perseguitato dalla restaurazione francese per ragioni politiche ed assai bene accolto dalla comunità degli esuli a Bruxelles.
Non solo: il rapporto fra i due dovette durare a lungo, tanto che si separarono definitivamente solo molti anni dopo: nel 1829, quando Libri-Bagnano passò il fosso, arruolandosi fra i principali pubblicisti di parte governativa.

### L'inizio dell'avvicinamento al partito governativo
Fra le porte che De Potter aprì all'esule, v'era anche quella del Van Gobbelschroy, ministro degli interni di Guglielmo I. Una circostanza ammessa dal primo, quando precisava che il fiorentino si era servito di lui solo per salire, gradino dopo gradino, sino al re al quale egli offerse i propri servizi come già li aveva offerti a tutti gli agenti del potere.. Le conseguenze non tardarono: il conte mise su un negozio di libri in Bruxelles, probabilmente la 'libreria Polymathick'. E di essa si diceva che fosse finanziata grassamente dal governo, per intervento del Van Gobbelschroy.
Non si stenta a credere a queste notizie. Libri-Bagnano era in difficoltà finanziarie: aveva gestito un ristorante, sotto il nome della donna con la quale viveva ed era privo del sostegno della famiglia lontana: egli non aveva, d'altronde, per la propria moglie legittima e per suo figlio che parole di odio. Ed aveva perso ogni fiducia nei suoi ideali politici passati, anche i più sentiti, a cominciare dal riscatto dei popoli italiani. Era umano, quindi, che cedesse alle lusinghe del governo, come ammettono anche i suoi peggiori detrattori. Come ugualmente ammettono che il governo non fece un cattivo acquisto: come il cane, mordeva senza guardare chi, cosa o perché, quello che il suo padrone gli domandava di mordere.

### Favorito di re Guglielmo?
Vendendosi al governo, l'esule mutò radicalmente le proprie posizioni politiche: il suo fanatismo era il potere assoluto; il suo sistema di governo, il bastone e la frusta. Ma ciò gli offrì l'occasione per mostrare le proprie qualità: aveva guadagnato l'approvazione del re che lo convocò molte volte in udienza e ne catturò la fiducia al di là di ogni misura: si sarebbe potuto dire che egli avesse stregato quel principe.
Circa la misura di tale favore, tuttavia, le fonti belghe a lui ostili insistono in misura sospetta: Guglielmo I gli avrebbe accordato il diritto di entrare nei palazzi e nei castelli ad ogni ora del giorno e della notte; i più importanti affari di stato non si discutevano più in consiglio dei ministri, ma in piccolo comitato del re, del Van Maanen e del Libri; ubriacò Guglielmo con il fumo delle sue lodi. Addirittura viene narrato un aneddoto quasi incredibile: avrebbe proposto di mettere la parte alta di Bruxelles al livello della città bassa … di distribuire a tutte le strade un nuovo nome … la 'rue de la Magdelaine' sarebbe divenuta 'rue Guillaume de Nassau'. Diceva al suo augusto patrono: nulla di più giusto di cacciare una meretrice della Giudea davanti al grande raddrizzatore del fanatismo belga.

### L'esplosiva situazione politica delle province belghe
L'ascesa del Libri-Bagnano a corte, coincise con l'inasprirsi dello scontento delle provincie meridionali (l'attuale Belgio) nei confronti del governo 'olandese' di Guglielmo I d'Orange-Nassau. I motivi di lagnanza erano molteplici: il debito pubblico, quasi interamente originato dal pregresso della Repubblica delle Sette Province Unite; la parità di seggi agli Stati Generali fra provincie settentrionali e meridionali (55 a testa), a dispetto della maggiore popolazione di queste ultime; l'atteggiamento dei deputati olandesi che votavano, sempre ed in blocco, a favore del governo; il mancato rispetto del dettato costituzionale circa la rotazione fra L'Aia e Bruxelles (i deputati si riunirono sempre nella prima); la permanenza all'Aia di tutti i ministeri; l'assoluta preponderanza di ministri olandesi (sei di sette nel 1816, ed ancora nel 1830), dei diplomatici olandesi (30 su 36 nel 1830), degli alti ufficiali olandesi (tutti), delle spese militari (tutte le fabbriche militari erano nei Paesi Bassi), dei funzionari (al ministero dell'interno 117 olandesi ed 11 belgi, alle finanze 59 olandesi e 3 belgi, alle finanze 59 olandesi e 5 belgi); il decreto del 15 settembre 1819, che faceva dell'olandese la lingua ufficiale del Regno, imponendone la conoscenza per l'ammissione al pubblico servizio.
Senza contare la strenua opposizione della gerarchia cattolica, già sollecitata dalla fede protestante della casa regnante, ma continuamente inasprita da provvedimenti sciocchi ed impudenti, quali un decreto del 1819 che permetteva solo due processioni religiose all'anno, o il (fallito) tentativo di imporre ai seminaristi lo studio in una scuola di Stato.
Tale situazione aveva provocato, a volte, un momentaneo riallineamento dei due 'partiti' belgi: il cattolico ed il liberale. Ma la crisi di consenso si trasformò in crisi politica nel 1828, allorché si assistette ad un deciso riavvicinamento dei due 'partiti', che seppero elaborare un comune programma politico ribattezzato, eloquentemente, Unione, che ebbe il deciso appoggio del capo della sinistra radicale, il De Potter, sino ad allora un deciso anti-cattolico: un fatto decisamente inusitato per la scena europea dell'epoca.

### La fondazione del foglio quotidianoLe National
Di fronte alla montante opposizione, il governo stabilì di contrattaccare con una bene organizzata stampa ministeriale. Vennero effettuati alcuni tentativi: il Janus di Breda, L'Observateur di Namur, il Landsmansvriendt di Gand: non durarono che qualche mese.
Il tentativo più impegnativo venne avviato sotto l'egida del ministro della giustizia di Guglielmo I, il Van Maanen. Questi diede inizio alla pubblicazione, a Bruxelles, di un foglio quotidiano, battezzato Le National.
Ufficialmente, proprietario-editore era tal H. G. Moke, un notabile che, ancora nel 1845, figurava quale professore all'università di Gand (una città fra le più orangiste del Belgio). Subito, tuttavia, la fondazione venne attribuita al Libri-Bagnano. Tanto che questi ebbe a schernirsene, nel numero del 17 agosto 1829, in cui dichiarava: Io non sono che uno dei collaboratori per la parte degli esteri, che collabora alla traduzione ed alla tenuta dei conti. Un'affermazione probabilmente falsa ed imposta dal desiderio di separare il giornale dal suo più bersagliato, e polemico, redattore.
Ad ogni buon conto, i memorialisti sono concordi nel registrare che Libri fondò … Le National, ovvero fonda e dirige Le National, ovvero era il direttore o, altrove, l'editore de Le Nationale. Anzi, egli avrebbe superato la concorrenza di un primo candidato: Victor-Donatien de Musset-Pathay, letterato e padre di un più noto scrittore. Ma questi dovette soccombere di fronte alla volontà del re, che impose la scelta del Libri-Bagnano.
Il primo numero apparve il 16 maggio 1829. Dopodiché la pubblicazione prese a migliorare: inizialmente stampato su un foglio, lo fu qualche volta su otto pagine; diviso inizialmente in due colonne, lo fu poi su tre); venne sempre stampato con cura e buona carta, ma il formato venne ingrandito a partire dal 16 ottobre 1829. Un progresso che segnala l'ampia disponibilità di risorse finanziarie.

### Una linea editoriale strettamente 'ministeriale'
Non si trattava, infatti, di un organo qualunque, bensì del principale giornale ministeriale. Anche il motto stampato in prima pagina (Verité, varieté) voleva segnalare un segno dissonante rispetto alla stampa belga, che all'Aia percepivano come compattamente anti-governativa.
La linea editoriale de Le National era difendere la politica di Guglielmo I e del suo governo (laddove fosse possibile distinguere). Lo fece, però, con particolare assenza di duttilità: la minima critica di un qualunque atto del governo era rappresentata da Le National come un attentato alla dignità reale. Anche gli osservatori più equanimi non potevano che rimarcare: il servilismo mostrato verso il ministro della giustizia Van Maanen … così servile.
Non solo, Libri-Bagnano non rinunciò a sostenere la politica reale anche in materia di religione: era entrato nei ranghi dei nemici della Chiesa, preparando, per Le National, articoli che contenevano degli attacchi diretti od indiretti contro la religione, la Chiesa, il clero, sino a divenir famoso, fra l'altro, anche per i suoi scritti irreligiosi.
Si trattava di argomentazioni così contrarie al punto di vista della Chiesa e della nazione … che tanto l'editore che il giornale divennero oggetto della generale esecrazione del pubblico, attirandosi l'ostilità più esplicita da parte dei Belgi.
Resta qualche dubbio circa l'effettivo ruolo del Libri-Bagnano in una conduzione del giornale tanto estremista: anni più tardi, nel corso del funerale del conte, l'officiante poté dissociarlo da tutto ciò che il pubblico aveva creduto emanato da lui, fra l'altro gli articoli di giornale, e specialmente quelli de Le National, che erano redatti da un altro, ma alla cui pubblicazione egli collaborò. Anche un fiero denigratore, scrisse che il giornale era creato dal re e redatto di solito nel suo gabinetto.
Fatto si è che il ministero fu compiaciuto del tono dei suoi articoli, lo prese sotto la propria protezione: il conte prese, così, ad essere considerato il principale avvocato della causa governativa e l'agente ed il pubblicista prediletto dal re dei Paesi-Bassi.

### Uno stile polemico diretto ed aggressivo
Lì dove il contributo del conte è innegabile, è nello stile polemico dei suoi articoli: uno scrittore brillante e caustico, ben capace di portare la sfida polemica nel campo avversario, un italiano …di indubbia capacità che utilizzava un linguaggio cinico e personale che degenerò in uno scontro mortale con i giornali liberali uno scontro mortale:
(Charles White, 1835)

### La ripresa delle notizie circa la sua passata condanna in Francia
Allorché la guerra fra i giornali salì di tono, De Potter non esitò a far giungere da Lione l'atto della sua precedente condanna, pubblicandone gli estremi, il 14 agosto 1829.
Non si trattava affatto, però, di una notizia nuova. Già nel mese di aprile 1825, proprio a Bruxelles Libri-Bagnano, aveva dato alle stampe, per discolparsi, una memoria intitolata Lettera di un esiliato a Sua Maestà il re di Francia, una pubblicazione che lo rese così famoso in Francia per le sue disavventure giudiziarie. Non solo: la notizia era già ben nota a Bruxelles sin dal 1822, anno in cui, proprio in quella città, venne pubblicata la citata Galerie historique des contemporaines, ove venivano riportate in dettaglio le accuse, la condanna e, addirittura, ci si attardava a descriverne il portamento in aula con tono tali da sembra credere alla sua innocenza come ricorda il compilatore della Le Bibliophile belge, stampata, proprio a Bruxelles, nel 1846. Già quando venne scelto per Le National, la scelta sconcertò i ministri, per i precedenti di Libri-Bagnano: dunque, ne erano informati persino all'Aia. In definitiva, è lecito concludere come siano da considerare false le affermazioni che attribuiscono la 'scoperta' del passato da carcerato del Libri-Bagnano ai giornali di opposizione del 1829: essi si limitarono a rivangarle. Tanto è vero che persino il Bartels, il quale esplicitamente mente scrivendo che all'epoca dell'arrivo del Libri-Bagnano a Bruxelles nessuno conosceva i suoi precedenti, non può, nemmeno lui, evitare di aggiungere se non il De Potter. Non fu affatto un caso, quindi, che le vicende del 1829 coincisero con la definitiva separazione del conte dal De Potter.
Libri-Bagnano reagì da par suo: i suoi articoli sul giornale cominciarono ad essere firmati come il carcerato, il galeotto, il falsario; tacciava gli avversari (che lo insultavano) di ribelle! Bugiardi! Straccione! Anarchici! Ed ingrati traditori!. Non sembra, però, che avesse perso il favore del governo che, d'altra parte, era perfettamente a conoscenza della situazione.

### L'appariscente fortuna economica
Un secondo punto di attacco ebbe a che fare con l'apparente fortuna economica del Libri-Bagnano: aveva preso alloggio in una casa distinta, in uno dei principali punti di passaggio: rue de la Madeleine; una condizione insolita per un esule, che diede spazio a spesse polemiche: L'Italiano … fa soldi delle proprie catene … Il dotato villano diviene ricco con il suo servizio al dispotismo. I giornali di opposizione vennero lanciati alla ricerca di una spiegazione, quanto più losca, tanto meglio. La traccia d'indagine era suggerita dalla circostanza che Le National aveva, allora, il monopolio delle comunicazioni ufficiali e delle comunicazioni diplomatiche: si trattava, quindi, di indagare ogni traccia di finanziamento governativo al giornale.
Tale ricerca si collegò ad un vecchio oggetto di polemica: il credito, iscritto nel bilancio dello Stato per un milione di fiorini, volto all'incoraggiamento dell'industria nazionale, noto come million de l'industrie ('il milione di fiorini per l'industria'). Si trattava di un 'credito straordinario', iscritto fra le 'esigenze impreviste' e, in quanto tale, esso veniva votato ogni anno dagli Stati Generali. Conseguentemente, era costantemente oggetto di interesse giornalistico e politico: ma tale interesse si scontrava con l'assoluta reticenza del governo, che di quel, pur ingente, credito non volle mai rendere conto al parlamento (gli Stati Generali). Ne nacque un mistero, reso tanto più fitto dalla circostanza che ogni anno il credito veniva iscritto nel bilancio dello Stato come uscita secca, mentre si sapeva che detti capitali venivano, a volte, rimborsati e, comunque, fruttavano interessi. E il mistero che circondava tali spese produsse il sospetto che servisse per corruzione politica e spese segrete: a farne le spese fu il Libri-Bagnano.
Verso la fine del 1829, il Courrier Belge pubblicò documenti che provavano l'impiego di parte dei fondi del million de l'industrie a favore del Libri-Bagnano: tre versamenti (30 000 fiorini il 20 giugno 1827, 30 000 fiorini il 2 giugno 1828, 25 000 fiorini il 23 luglio 1829), tutti portavano a margine l'annotazione geheim (segreto). Tale cifra varia largamente, a seconda delle fonti: arrotondata a 100 000 fiorini, ovvero fatta salire sino a 100 000 o 160 000 fiorini, addirittura sino alla concorrenza di 300 000 fiorini per il Bartels; poche le fonti che la registrano correttamente. In realtà è ragionevole che le cifre del Courrier Belge fossero corrette: gli 85 000 fiorini facevano 180 000 franchi: da qui, forse, la confusione delle cifre, nel fuoco della polemica giornalistica. Si giunse ad affermare, mentendo, che in alcuni casi il denaro è stato dato apertamente.
Tali accuse vennero credute, poiché suonarono come una conferma dei sospetti che avevano sempre interessato questo istituto. Un esito paradossale, per un provvedimento di spesa che aveva portato grandi benefici alle manifatture e dei commerci delle province meridionali. Se fossero o meno fondate, sono pochissime le fonti che ne dubitano. Ma, a ben vedere, i memorialisti non insistono sul possibile arricchimento personale, quanto, piuttosto, sulla concorrenza sleale: la più grande parte dei fondi … servirono ad acquistare a Parigi presse e caratteri da stampa. Peraltro, quando, un anno più tardi, al conte vennero distrutti l'abitazione e la libreria, egli considerò l'evento il suo disastro: segno che non aveva messo molto altro da parte.
Resterebbe solo da annotare come la questione del million de l'industrie e lo scandalo Libri-Bagnano rappresentassero solo due dei molti cavalli di battaglia della stampa di opposizione: l'organo del De Potter, il Courrier des Pays-Bas, insisteva anche sulla condotta del Principe d'Orange, e sull'inconcepibile influenza del Libri-Bagnano. Non mancò nemmeno, come nelle più classiche vicende giornalistiche, un, ormai dimenticato, affare dei diamanti.

### Il crescente odio popolare
L'oggetto di questi attacchi non era, comunque, tanto diretta contro l'individuo quanto contro il giornale. In quanto espressione della politica governativa nelle provincie irrequiete, il foglio:
(Charles White, 1835)
Il nome di Libri-Bagnano era divenuto l'emblema di tutto ciò che vi era di vile e degradato … ed ogni accusa che gli veniva portata, non importa quanto terribile o falsa, era presa per vera senza un attimo di esitazione, sino a costruire, nei suoi confronti, un terribile pregiudizio. È a questi frangenti che va fatta risalire la gran copia di insinuazioni che ne circondano la memoria: dal plausibile agente del re d'Olanda, agli xenofobico schiavo italiano ed un intrigante italiano a il forzato, libellista (pamphlétaire), un avventuriero, a cosiddetto conte di Bagnano ai dettagli fisici: i suoi capelli rossi, i suoi bassi rossi ed irsuti, il suo viso di una bruttezza rimarchevole, intriso di astuzia, di acume e di malvagità, gli davano l'apparenza di Asmodeo che usciva dalla boccetta ove era rimasto a lungo imprigionato. Complimenti peraltro estesi alla famiglia di origine: uno dei membri della quale Machiavelli designa sotto il nome di "Traditore".
In definitiva, la campagna di aggressione condotta dalla stampa di opposizione ebbe successo:
(Charles White, 1835)
Libri-Bagnano era appena meno odiato del Van Maanen … considerato alla stregua di un suo portavoce e la reputazione de Le National rasa al suolo. Tanto che un commentatore di parte olandese poté giudicare, ex post, la sua nomina come un atto di quasi incomprensibile follia. Per portare solo un altro esempio: durante la sessione degli Stati Generali, a fine 1829, all'Aia giunsero molte petizioni ed almeno una (firmata dal decano della cittadina fiamminga di Roulers, dal clero e dalla popolazione) domandava esplicitamente la cacciata del favorito, Libri-Bagnano.

### Un ruolo di polizia?
A questa massiccia campagna diffamatoria, va fatta risalire un'ultima accusa. Il Bartels, la fonte che più insiste nell'elevare il ruolo del Libri-Bagnano da pubblicista governativo a 'favorito' di Guglielmo I, è il solo ad informarci che il conte avrebbe assunto, persino ufficialmente, dei compiti di polizia: era stato incaricato della polizia delle poste e della sorveglianza dei tribunali. Tutte le lettere sospette erano aperte, lette e copiate nel suo gabinetto.
Egli svaluta, però, l'informazione, caricandola di espliciti significati polemici: il disonore del governo così avvilito da confidare le più importanti funzioni a dei simili agenti, l'impudenza del Libri-Bagnano che  non si dava pena di nascondere questo agire. Tanto che, in assenza di altri riscontri e tenuto conto della verve polemica del memorialista, nonché della damnatio memoriae che aveva colpito il Libri-Bagnano, la notizia non può essere ritenuta attendibile.

## Il processo al De Potter

### La politica di Guglielmo I
L'impopolarità del Libri-Bagnano era un ottimo indice di quella del governo. Aggravata, principalmente, dall'Unione fra cattolici e liberali, che si espresse in una prima 'Petizione Nazionale', indirizzata a Guglielmo I.
Questi, nel corso del 1829, fece diversi tentativi di riavvicinare i cattolici al governo, ma senza alcun successo, anzi: nell'ottobre del 1829 il cattolico Courrier de la Meuse raccomandava un universale rifiuto di pagare le tasse. Poi, il sovrano scese nelle provincie meridionali per una visita di Stato, nel corso della quale, sebbene bene accolto, non volle evitare di definire le richieste espresse dalle petizioni 'comportamento infame' (une conduite infâme).
Uno degli oggetti principali delle petizioni era l'abolizione della vigente 'legge sulla censura', contraria alla Legge Fondamentale, ma in vigore dal 1815. Nel corso della sessione, all'Aia degli Stati Generali, i deputati cattolici belgi de Brouckère e de Gerlache ne misero ai voti l'abolizione: bocciata, l'8 dicembre 1829, con il voto compatto dei deputati olandesi. Guglielmo I ne fu tanto lieto da pubblicare, tre giorni più tardi, un 'reale messaggio' in cui dichiarava la Legge Fondamentale una concessione della corona e la legge sulla stampa un argine necessario alla stampa libera che recava confusione nello Stato. Confermava il sistema di amministrazione sin lì seguito, unico per le provincie meridionali e settentrionali. Non solo: descriveva gli autori delle petizioni come fanatici e la stampa di opposizione come organo di una rivolta faziosa ed animata dalla religione contro un governo paterno. Nel testo i contemporanei intravidero la mano del Libri-Bagnano, dal momento che gli autori delle pacifiche petizioni venivano definiti malcontents: un termine caro a Le National.
La provocazione si trasformò in un'umiliazione, quando il ministro della giustizia Van Maanen emise una circolare che imponeva a tutti i funzionari pubblici di dichiarare la propria adesione al suddetto proclama reale: quelli che rifiutarono vennero sommariamente dimessi.
Per tutta reazione, alla fine di dicembre i deputati belgi imposero (55 voti contro 52) il respingimento del bilancio dello Stato. Salvo, pochi giorni dopo, approvare una seconda proposta di Bilancio, che non menzionava l'odiato balzello sul macinato ed il macellato (la menzionata mouture and abbatage).
L'umiliazione si trasformò, infine, un grave errore politico, allorché il sovrano volle riaffermare la propria autorità, emettendo l'8 gennaio 1830 un "reale decreto" che licenziava, dai loro incarichi nella funzione pubblica, sei deputati belgi di opposizione. Un atto palesemente vendicativo, non degno di un monarca, e del tutto inutile, dal momento che i deputati belgi avevano dimostrato di essere animati da intenzioni tutt'altro che estremiste. Estremista, semmai, era la concezione 'tardo-assolutistica' di Guglielmo I.

### La 'sottoscrizione nazionale' proposta dal De Potter
Fu a quel punto che De Potter diede fuoco alle polveri. Cominciò assalendo il 'reale messaggio' dell'11 dicembre: articoli sul Courrier des Pays-Bas ed un pamphlet sostennero che i diritti della dinastia non precedevano ma discendevano dalla Legge Fondamentale e che, quindi, i diritti dinastici non erano indipendenti dal consenso nazionale. Le due parti avevano probabilmente entrambe torto, in quanto tutto quanto (Stato, diritti dinastici, Legge Fondamentale e conseguenti diritti) derivavano tutti ed esclusivamente dall'accordo delle grandi potenze, sancito con il Trattato di Vienna del 1815. Tuttavia la sfida era particolarmente ardita, in quanto investiva non più il governo (come era stato sino a quel momento), bensì direttamente il sovrano: Guglielmo I non voleva tollerare oltre.
Non fu necessario attendere molto: De Potter assalì anche il 'reale decreto' dell'8 gennaio, pubblicando, il 31 gennaio 1830, l'appello per una sottoscrizione nazionale volta ad indennizzare i sei deputati licenziati dai loro posti pubblici. Condito da un generico appello ad un 'atto nazionale di unione', i cui membri si obbligassero a resistere al governo in ogni maniera non opposta alla legge. De Potter venne fermato, ma, il 3 febbraio il Courrier Belge (insieme ad altri quattro o cinque giornali) pubblicò un'analoga lettera firmata dal De Potter.
L'indomani 4 febbraio le sue carte vennero sequestrate. L'8 febbraio giungeva dall'Aia l'ordine del Van Maanen di arrestare anche il Tielmans (la cui corrispondenza con De Potter era stata letta dopo il sequestro), Coché-Mommens, editore del Courrier des Pays-Bas, Vanderstraeten, editore de Courrier Belge, de Neve, stampatore de Le Catholique, Bartels, editore de Le Catholique. E venne immediatamente istruito il processo.

### Il pesante intervento del Libri-Bagnano
Già il 4 febbraio Libri-Bagnano scriveva su Le National che questo affare gli sembrava non poter sfuggire all'azione dei tribunali. Sulla base di questa frase si diffuse la diceria che Libri-Bagnano non fosse solo a conoscenza degli arresti, ma che avesse addirittura redatto, lui stesso, i capi d'accusa.
Un'asserzione non provata, più probabilmente una calunnia, che si sosteneva, però, presso l'opinione pubblica, in ragione della circostanza che il conte fosse l'unico avvocato del Van Maanen. E che, comunque, non intimorì il toscano. Anzi, nei giorni successivi perse ogni prudenza e diede libero sfogo alla sua penna sarcastica ed avvelenata. Incitava gli inquirenti: colpite e colpita senza requie … colpite nel vivo, poiché la cancrena, lo sfacelo corrodono il corpo sociale. Eppoi, ancora: Non è lontano il giorno in cui il 'Courrier des Pays-Bas' e 'Le Catholique' predicheranno nel deserto … Bisogna farla finita con questa banda di serpenti … Mettiamo ai Belgi la camicia di forza, mettiamo loro la museruola come ai cani ed impartire la disciplina della frusta.
È questo episodio (ben più delle molte calunnie sul suo travisato passato o la supposta corruzione), che permette di concordare con il giudizio del White: il metodo della stampa governativa accrebbe, anziché ridurre, l'obiettivo che cercava di abbattere … anziché offrire supporto al governo, questo giornale … contribuirono gravemente alla sua caduta. Bartels considerava che Le National valse un'armata all'opposizione rivoluzionaria.

### La condanna inflitta al De Potter
Nel frattempo proseguiva il processo: inizialmente gli accusatori aveva pensato al delitto di attentato contro la vita o la persona dei membri della famiglia reale, che comportava la pena di morte. Poi, più saggiamente, si ripiegò sul caso in cui le dette provocazioni non siano state da alcun effetto, che comportava l'esilio. Infatti, nel maggio 1830, De Potter venne condannato ad otto anni di esilio, Tielemans e Bartels a sette, De Nève a cinque.
La condanna venne attribuita alla volontà, certamente ostile, del Van Maanen, già oggetto di generale riprovazione (il ministro, veniva attaccato con furia fanatica, dai principali giornali del partito cattolico e liberale) e, insieme ad un 'reale decreto' del 21 giugno 1830 che faceva dell'L'Aia la sede della corte suprema di giustizia, creò le condizioni politiche per l'imminente rivoluzione.

### L'insurrezione di Bruxelles
Nei giorni precedenti la rivoluzione, venne rinvenuta per Bruxelles la scritta: Abbasso Van Maanen, morte agli Olandesi, abbasso Libri-Bagnano e Le National. La rivolta ebbe inizio proprio con l'assalto alle sue proprietà: nella notte fra il 25 ed il 26 agosto 1830, all'uscita dal Teatro de la Monnaie, degli spettatori gridarono: 'Chez Libri'. Sono alcune decine, dall'aspetto borghese. La piccola folla si diresse, anzitutto, agli uffici de Le National, con l'attigua libreria. Questi erano chiusi quando la folla li assalì. Le finestre e le porte del giornale furono scassate, i torchi di stampa fracassati, il materiale della stamperia distrutto. Tanto che l'ultimo numero de Le National porta la data del 26 agosto ed il numero 236-237.
Dopodiché venne proposto di attaccare l'abitazione stessa del Libri-Bagnano, poco oltre sulla Rue de la Madeleine, nei pressi dell'attuale Galerie Bortier,: avendo forzato l'ingresso, la casa venne saccheggiata a fondo, i mobili gettati per strada e distrutti dalla folla e con le tende venne fatto un tricolore francese. L'opera fu talmente metodica che, dell'intero edificio, restarono solo i muri esterni.

## Il terzo esilio: i Paesi Bassi

### Accolto da re Guglielmo I
Libri-Bagnano, avvisato per tempo, si era messo in salvo. Ma, ovunque minacciato, braccato come il simbolo dell'odiato potere si rifugiò nei Paesi Bassi. E fece bene: nel mese successivo alla sua fuga da Bruxelles, lì le sue caricature si trovano un po' ovunque.
Si rifugiò, come logico, nei Paesi Bassi: cominciava così il terzo esilio del conte, quello definitivo, che si sarebbe protratto sino alla morte. Qui re Guglielmo si mostrò generoso con lui, assegnandogli una pensione. Che ne avesse un gran bisogno, lo testimonia la lettura del testamento lasciato dal conte: egli definisce la fuga da Bruxelles il suo disastro.

### L'ultima grande polemica
Il favore del monarca non deve, tuttavia, essere sopravvalutato: il ruolo del Libri-Bagnano rimaneva quello del pubblicista d'assalto, al servizio della corte. E, infatti, continuò a scrivere brochure e dei giornali, tanto ostili all'indipendenza e alla stessa nazione belga che, ormai, le fonti lo classificavano come pubblicista olandese.
Particolare importanza ebbe un pamphlet uscito sotto lo pseudonimo di 'Mysochlocrate': La Ville Rebelle, ou les Belges au Tribunal de l'Europe del 1831 o 1830. Scritto di getto, esso costituì, indubbiamente, la sua 'vedetta'.
Il pamphlet, anzitutto, descriveva l'infedeltà dei Belgi in termini ontologici: il fatto è che il governo del re incontrò forte opposizione ai suoi provvedimenti e resistenza ai suoi atti, dalla prima fondazione del regno. Si trattava, dunque, di un popolo indegno di vivere sotto le leggi. Dalché discendeva l'improrogabilità di una risolutiva prova di forza:
Una proposta, questa, che non si discostava dall'azione che il governo dell'Aia avrebbe messo in pratica di lì a poco (il 2 agosto 1831), dando inizio a una campagna militare, passata alla storia come 'campagna dei dieci giorni'.
Libri-Bagnano, semmai, esagerò, come suo solito, nel caricare i toni:

### Una relativa oscurità
Con la sua vita avventurosa, Libri-Bagnano si era conquistato un posto nella storia del giornalismo politico europeo: così famoso in Francia per le sue disavventure giudiziarie e in Belgio per i suoi scritti irreligiosi e per la sua fedeltà a re Guglielmo. Per fare un solo esempio: alla sua morte l'Arcivescovado di Parigi ritenne la notizia così importante, da dedicarle ben due articoli: il 26 gennaio e il 23 febbraio 1836.
Purtuttavia, gli ultimi anni della sua esistenza dovettero trascorrere abbastanza oscuri, tanto che:
- Alcune fonti sbagliano la data della morte, anteponendola, al dicembre 1834, o nel gennaio 1835[12].
- Il governo dei Paesi Bassi, infatti, pur non rinunciando affatto a una rivincita, adottava una retorica assai meno vendicativa e più realistica, ben espressa dal proclama del Principe d'Orange, il primo giorno della 'campagna dei dieci giorni': nessun desiderio di conquista o di vendetta … il re, mio padre, mi invia senza alcun altro scopo che ottenere delle condizioni giuste ed eque per la separazione fra le province che gli sono rimaste fedeli e quelle che si sono sottratte al suo dominio. Noi facciamo la guerra per accelerare lo stabilimento di una pace durevole[92]. Accadde così che La Ville Rebelle venisse disapprovata dal Journal de la Haye[93], un foglio semi-ufficiale del governo dei Paesi Bassi.
- Non solo: la pensione che re Guglielmo gli fece, e ha prolungata sino alla sua morte,[3] venne finanziata dal sovrano con i fondi della propria cassetta,[3] ovvero con le proprie dotazioni personali: un segno di privilegio ma, d'altronde, anche di distacco da parte della politica governativa. Tanto che lo stesso conte, nel proprio testamento, sembra voler sottolineare la circostanza che la pensione ricevuta dopo la fuga da Bruxelles era dovuta al sovrano.[3]
- Infine, nell'omelia tenuta al suo funerale, l'officiante non trovò di meglio che presentarlo come persona non oscura e sconosciuta, ma che, nella sua carriera politica, aveva fornito a molti materia per far parlare di sé:[3] ben poco, se avesse effettivamente occupato il posto di uno dei servitori più devoti del re d'Olanda[42], che alcune fonti[94], ancora nel 1833, gli attribuivano.

Dopo il 1832, la verve polemica e la stessa figura del Libri-Bagnano, dovettero cominciare a creare imbarazzo all'Aia, che si vedeva ormai costretta a scendere a patti con l'appena intronizzato Leopoldo I del Belgio, dopo il fallimento dell'invasione militare del Belgio (tentata nel 1831 e bloccata dall'intervento armato francese) e la successiva iniziativa franco-britannica, che portò al blocco dei porti olandesi e all'ingresso in Belgio, il 15 novembre 1832, di un'armata francese comandata dal maresciallo Gérard che pose l'assedio alla grande cittadella di Anversa, l'ultima ancora controllata dagli olandesi nelle provincie meridionali, costringendola a capitolare il 25 dicembre 1832, dopo venti giorni di durissimo bombardamento.
Lo stesso Libri-Bagnano, nel ristampare La Ville Rebelle a Parigi, ebbe la cautela di mutarne il titolo nell'assai più neutro La Belgique en 1830-Documents pour servir à l'histoire de son insurrection e a rivederne il testo. Contemporaneamente, egli si preoccupava di inviare una petizione, indirizzata al nuovo sovrano di Francia, Luigi Filippo, ad invocare una revisione dei vecchi processi e dell'esilio comminatogli nel 1825.

### La riconciliazione con la Chiesa cattolica
Fu, quindi, un esule divenuto ormai scomodo a ricevere, verso la Pasqua del 1835, una lettera dal ministro olandese Goubau d'Hovorst, che gli testimoniava il proprio pentimento per aver condotto una politica ostile alla Chiesa cattolica. Un invito, sembrerebbe, che il Libri-Bagnano decise di accogliere, dandone notizia ai propri conoscenti.
Il 21 novembre seguente fece testamento, il 1º gennaio 1836 morì nella sua casa di Amsterdam. Pochi giorni dopo si tenne il funerale, in una delle poche cappelle cattoliche allora tollerate in quella città: alla presenza di persone di distinzione l'officiante diede lettura del testamento: premessa la riconoscenza a Guglielmo, il conte ritrattava tutto ciò in cui aveva potuto ferire la religione, la Chiesa, il clero, sia con i suoi scritti, sia con i suoi atti e concludeva perdonando tutti i suoi nemici, come sperava che essi lo perdonassero.
Quest'ultima preghiera, tuttavia, non venne affatto esaudita: anni più tardi Le Bibliophile belge irrideva tale tarda conversione: morì come un cappuccino ... la paura è, di tutte le cose che convertono, la più efficace. Ben più equanime, il giornale dell'arcidiocesi di Parigi benediceva il Dio della grazia che egli aveva fatto a un uomo distinto per nascita e spirito, ma che si era smarrito a causa delle idee del suo secolo e dell'esercizio delle circostanze.

## Il Figlio
Oltre che nella biografia del conte, La Ville Rebelle rappresenta uno snodo anche della memoria che di lui si è conservata: a partire, grossomodo, dal 1835, le fonti lo ricordano come padre dell'illustre geometra: il giovane figlio Guglielmo era, effettivamente, divenuto celebre a Parigi, ove si era conquistato un posto di rilievo nell'intellighenzia della Monarchia di Luglio. Alla sua ormai consolidata fama si deve, probabilmente, che persino il Bartels, accanito denigratore del padre, non potesse esimersi dal registrare che appartenesse ad una distinta famiglia di Firenze: forse l'unica considerazione non insultante in pagine e pagine scritte al curaro.

## Memoria
Sino alla metà del XX secolo la storiografia nazionale belga lo ha ricordato come condannato per mano del tribunale, il cosiddetto conte di Bagnano … già ufficiale francese condannato per mano del tribunale al fine di perseguire ragioni polemiche assai pressanti: ad esempio il più volte citato Bartels si preoccupava di sottolineare (ed accrescere grandemente) le malefatte del Libri-Bagnano per insegnare agli stranieri, ancora troppo prevenuti in favore del governo olandese, come ci trattava il re d'Olanda, i suoi amici e valletti.
Una campagna denigratoria tanto massiccia da annullare, sostanzialmente i pochi giudizi equilibrati: un Italiano di indubbia capacità ma di dubbi antecedenti; uno scrittore brillante e caustico, ben capace di portare la sfida polemica nel campo avversario.  Ma i suoi precedenti giocavano contro di lui e egli divenne secondo, nell'odio popolare, al solo Van Maanen.
Con l'andare dei decenni, tale tradizione denigratoria si è conservata intatta, seppur volta a finalità nuove: meglio celebrare l'attitudine dei redattori "eroi della libertà" e, specialmente, quella del De Potter. E, come tale, si è congelata sino ai giorni presenti.

## Memoria: l'interpretazione del Risorgimento italiano
Coperta d'infamia, tuttavia, la pubblicistica del Libri-Bagnano non venne del tutto dimenticata in Belgio. E, anni più tardi, si leggevano ancora alcuni passaggi, meno urticanti per la cultura belga. Un caso rilevante riguarda l'assoluto pessimismo maturato dal conte riguardo al popolo italiano:
Una tesi, questa, che costituisce un trascurato prototipo del pregiudizio anti-italiano nella cultura europea e che poteva essere assai ben accolta in un Belgio che, in quegli anni, forniva centinaia di zuavi a Pio IX: il nerbo di quell'esercito che vinse a Mentana, per, poi, farsi battere a Castelfidardo ed a Porta Pia.

## Opere
- Books-Nabonag, Des malédictions romaines, Bruxelles, Hayez, febbraio 1826.
- Books-Nabonag, Des récompenses nationales, Bruxelles, Hayez, febbraio 1826.
- Un Banni-Lettre d'un banni à Sa Majesté le roi de France (un esiliato), Bruxelles, Voglet, 23 aprile 1825.[98]
- Un Cioyen des Pays-Bas-risposta al generale barone de Richmant, deputato dell'Allier, Bruxelles, Van Kempen, 1829.[98]
- Georges Libri-Bagnano, De l'autocratie de la Presse, l'Aia, 1834.
- Georges Libri-Bagnano De la tendance industrielle, imprimée à la Hollande, depuis la rébellion de la Belgique, Amsterdam, 1835.
- La vérité sur les Cent Jours, principalement par rapport a la renaissance projetée de l'empire Romain - Par un Citoyen de la Corse, Bruxelles, H. Tarlier, Libraire-Éditeur, rue de la Montagne. 1825. DC239.V516 1825. Ripubblicato in italiano, nel 1829, con il titolo di Delle cause italiane nell'evasione dell'imperatore Napoleone dall'Elba, pubblicato a Bruxelles.
- Réponse d'un Turc à la Note surla Grèce, de M. le vicomte de Chateaubriand, membre de la Societé en faveur des Grecs, Bruxelles, Mayet, 1825. Le edizioni seguenti portano il titolo Appel d'un Turc, ecc.
- Lettre d'un proscrit italien à M. De Chateaubriand, Parigi, Chaigneau figlio maggiore, 1828.
- Le Concordat, le Code pénal e les Turcs. Par le neveu d'un évêque, Bruxelles, Wodon, 1828.
- La Vérité sur les marchés Onvard e les traités de Bayonne, Bruxelles, Turlier, 1826, Bruxelles, Galaud et C, 1827.

Il Nothomb (unica fra le fonti) gli attribuiva anche opere seguenti:
- La Belgique e l'Europe-précis des évènemens arrivés dans le royaume des Pays-Bas pendant la période de 1815-1831.
- La diplomatie du guet-à-pens-Lord Ponsonby à Bruxelles, pubblicato con lo pseudonimo di abbé Van Geel.
- La guerre pendant la paix-l'avenir de l'Europe révélé par l'attentat d'Anvers, suivi d'un court exposé des actes de férocité commis par les Belges, et des preuves de leur inévitable banquerote.

Ha lasciato manoscritti Traité des Prisons, ou Pensée d'un mort.